# Astragalus nenilinii
Astragalus nenilinii là một loài thực vật có hoa trong họ Đậu. Loài này được Khass. & Malzev miêu tả khoa học đầu tiên.